# Escut antic del Pont de Suert
Antic escut municipal del Pont de Suert, a l'Alta Ribagorça. El Pont de Suert no té encara escut municipal normalitzat, per la qual cosa hauria de fer servir, oficialment, el de Catalunya.

## Descripció heràldica
Partir; primer, d'or, una àguila bicèfala, de sable, codonada d'or, carregada d'un escudet d'or amb tres palles de gules; segon, d'or, quatre pals vermells.